# Comité Paralímpico Nacional de Birmania
El Comité Paralímpico Nacional de Birmania es el comité paralímpico nacional que representa a Birmania. Esta organización es la responsable de las actividades deportivas paralímpicas en el país. Es miembro del Comité Paralímpico Internacional y del Comité Paralímpico Asiático.